# August Mayr
August Mayr (* 1892; † etwa 1974 in Ingolstadt) war ein deutscher Politiker, Müller und Landwirt.
Mayr lebte in Kinding bei Eichstätt.
Mayr gehörte von 1918 bis 1919 dem Provisorischen Nationalrat von Bayern an. Er vertrat den Parlamentarischen Bauernrat.